# IntelliTXT
IntelliTXT är en reklamplattform utvecklad av Vibrant Media och är ett exempel på keyword advertising (engelska för nyckelordsannonsering).
IntelliTXT fungerar som så att en webbplatsutvecklare lägger in ett skript på den berörda enskilda webbsidan som i sin tur kallar på IntelliTXT-plattformen när någon besöker sidan. Skriptet söker sedan efter nyckelord på sidan och stryker under dem. När besökaren håller musen över de markerade nyckelorden kommer det upp en reklamruta relaterad till ordet. Annonsören betalar för att få sin reklam associerad till vissa ord.
Problemet som många har med tekniken är att den gör sidor mer svårlästa och långsamma, till besökarens förtret.
Webbplatsutvecklare väljer att använda sig av IntelliTXT som reklamkampanjer för att tjäna pengar. Vissa väljer att erbjuda en hjälplänk i IntelliTXT-rutorna som leder till en separat webbadress där man kan stänga av IntelliTXT. För att deaktivera det krävs dock att man använder sig av cookies. Om en användare tar bort eller uppdaterar sina cookies kommer reklamen att fortsätta visas på sidorna på den skriptade webbplatsen. Många webbplatser har även korta utgångstider på cookies, vilket leder till att besökarna ofta får reklamen efter en tid i alla fall.
Nyligen uppmanade bloggaren Ryan Block på Engadget sina kollegor att låta bli den här typen av reklam och nämnde där även IntelliTXT. Han lovade även att aldrig använda metoden så länge han hade hand om Engadget. Hans resonemang var att bloggarna löper större risk att bli av med besökare än att tjäna pengar på det om de använder tekniken.

## Kunder
Enligt Vibrant Media använder fler än 1 200 webbplatser IntelliTXT-systemet. Nike, Sony och Microsoft är några av kunderna och sammanlagt uppskattar Vibrant Media att plattformen har cirka 70 miljoner besökare varje månad.

## Fotnoter
1. ↑  Ryan Block. ”"An open letter to friends and colleagues on keyword popovers"”. RyanBlock.com. Arkiverad från originalet den 12 mars 2008. https://web.archive.org/web/20080312215035/http://www.ryanblock.com/2007/08/an-open-letter-to-friends-and-colleagues-on-keyword-popovers/.
2. ↑  ”Vibrant Media Named One of the Fastest-Growing Companies on Inc. 500 List”. Vibrant Media. Arkiverad från originalet den 28 september 2007. https://web.archive.org/web/20070928203929/http://www.vibrantmedia.com/pdfs/Inc500_press_release.pdf.